# Florián
Florián è un comune della Colombia facente parte del dipartimento di Santander.
L'abitato venne fondato nel 1915 con il nome "Puerto de Florián", mentre l'istituzione del comune è del 14 agosto 1975.